# 4 segundos
4 segundos es una historieta argentina que narra las historias de 4 amigos, Aníbal, Marcos, Terli y el Zurdo. Fue realizada por Alejo García Valdearena y Feliciano García Zecchin, y tuvo 7 números editados por Pipabang Comics en 1999 y en el 2000. Durante el año 2008, se reeditaron todos sus números en un único tomo editado por Editorial Ivrea, así como también el número 0 en blanco y negro que fue coloreado para la ocasión.

## Trama

### Primer lanzamiento
En el primer número, Marcos descubre a Marina, una nueva empleada del videoclub en donde trabaja el Zurdo, pero es incapaz de seducirla luego de que el Zurdo dejara en claro que él era amigo suyo, ya que antes éste se había propasado con ella. Aníbal sugiere postergar el alquiler de unas películas pornográficas para su reunión de los fines de semana ya que recibiría la visita de una amiga, Nanet. Al oír que es francesa el Zurdo se convence de que la misma no se depila la axila y, ante las negativas de sus compañeros, se propone demostrarlo o comprobarlo por sí mismo. Para dicho propósito propone un brindis, de forma que Nanet levante el brazo con la copa, pero al levantar el brazo opuesto el Zurdo trata de estirarse detrás de ella, tras lo cual se cae y se lleva la mesa por delante. Luego, en el videoclub, el Zurdo humilla aún más a Marcos frente a Marina al preguntarle en voz alta, y de forma que esta escuche, qué película pornográfica desea alquilar, si Pasión por atrás 1 o 2. Debido a esto, Marcos se pelea con el Zurdo y continúa peleando el fin de semana siguiente, pero cuando salen a bailar accede a ayudarlo a comprobar la axila de la francesa a cambio de que lo deje en paz. La invita a bailar y le propone hacer un giro mientras Marcos observaría su axila cuando el Zurdo le levantara el brazo, pero Aníbal se da cuenta y los detiene.

### Segundo número
En el segundo número, Aníbal empieza a invitar a los demás a una cena en la casa de su abuelo, un anciano militar que lo desprecia por considerarlo homosexual, mientras descubre con desagrado que Terli produce heces gigantescas debido a la dieta que realiza para las danzas, así como también que se quita toda la ropa al ir al baño, por una cuestión de comodidad. Por su parte, el Zurdo llega entusiasmado por un sueño que tuvo, en el cual sueña con que se encuentra en la serie Baywatch y que ve a una mujer en malla cambiando la rueda de un automóvil, la cual le pide ayuda y resulta ser Pamela Anderson. Sin embargo, el Zurdo tuvo la desdicha de despertarse en ese momento. Terli aprovecha la ocasión para contar un sueño suyo: una vez había soñado que era mujer y que estaba en una playa con malla, y que se sentía mal en el sueño por no haberse depilado. A la noche siguiente, el Zurdo logra soñar el mismo sueño, pero al acercarse a la mujer con la malla esta se da vuelta y tiene la cara de Terli, quien le dice "Haceme tuya, me acabo de depilar". En el video, al ver llegar a Terli el Zurdo se apresura a cerrarle la puerta, fracturándole el pie al hacerlo. Por su parte, Marcos tiene una pelea en el colectivo con una anciana, la cual se enoja con él por fingir estar dormido para no cederle el asiento, y cuando el borracho sentado al lado suyo le eructa Marcos vomita la salchicha que había comido poco antes. Durante la cena Terli va al baño y tapa el inodoro, e intenta empujar sus desperdicios con el tacón de goma del yeso. Esto hace que atore su pie ahí dentro, por lo que llama a Aníbal para que lo ayude. El abuelo va poco después a ver qué hacen, y en consecuencia ve a su nieto abrazando a Terli por la espalda mientras éste estaba desnudo y decía "Más fuerte", con lo cual reafirma su desprecio por su nieto al considerar confirmada su homosexualidad.

### Tercer número
En el tercer número se realiza un reencuentro de los protagonistas con sus compañeros de primaria, acompañados por flashbacks en que estos recuerdan sus épocas escolares: el zurdo recuerda cuando la maestra lo sorprendió masturbándose en el baño, Marcos recuerda una vez que lo tiraron al piso y se vio que fue al colegio sin pantalones (únicamente con el delantal), Aníbal recuerda cómo atacó a Turturulo con un balero, y Terli recuerda cómo los demás abusaban de él. Terli va a la fiesta con una excompañera enamorada de él, para luego descubrir que en realidad se trataba de Turturulo, que se había vestido como travesti.

### Cuarto número
En el cuarto número el abuelo de Aníbal discrimina a un médico homosexual, a pesar de lo cual el mismo le salva la vida cuando sufre un atragantamiento. En consecuencia, altera radicalmente su postura y se convierte en un férreo defensor de los derechos de los homosexuales, y más aún cuando dicho doctor es despedido al conocerse que es homosexual. El zurdo comienza a hacer apuestas con Aníbal sobre su habilidad de tragar objetos extraños, mientras que para compensar su encuentro con Turturulo Terli se hace boxeador para intentar demostrar su hombría. Durante una reunión con la francesa Terli desconcentra al Zurdo cuando éste intentaba tragar una nuez de plástico, con lo cual se ahoga e intentan llevarlo al hospital. En el taxi Terli continúa insistiendo con que los boxeadores son bien machos, lo cual enfurece al taxista ya que su mujer lo había dejado por un boxeador. Como resultado, el taxi choca al llegar al hospital y el taxista persigue a Terli mientras que el Zurdo presume haber ganado la apuesta del primer número ya que en el taxi vio que la francesa efectivamente tenía pelos en la axila. El hospital era el mismo de donde fue despedido el médico, y en ese momento el abuelo participaba de una manifestación con cobertura mediática. Mostró a las cámaras a Marcos, aún inconsciente por el choque, y aún pensando que su nieto y sus amigos eran homosexuales lo presentó como otro homosexual víctima de un trato injusto. Marina, que ve dicho noticiero, pasa a pensar que Marcos es homosexual.